# Дуба-Юртовская керамическая фабрика
Дуба-Юртовская керамическая фабрика была построена в 1976 году возле села Дуба-Юрт (Шалинский район, Чечено-Ингушская АССР). Для производства использовалось сырьё из близлежащего месторождения белой глины. Фабрика выпускала посуду и сувенирную продукцию. Продукция фабрики пользовалась спросом в СССР. В советский период здесь работало примерно 250 человек. Номенклатура производимых изделий насчитывала 68 наименований.
Фабрика была первым такого рода предприятием страны, которое начало поставлять свою продукцию за границу. Сувениры, выпущенные на фабрике, экспонировались на выставках в Польше, Кубе, ГДР, Индии и США. На международных выставках были представлены более 3 тысяч экземпляров продукции фабрики. В 1985 году продукция предприятия была отмечена серебряной медалью ВДНХ СССР.
Работа предприятия была нарушена начавшейся политической нестабильностью и двумя войнами. Здание было сильно разрушено, а цеха — разграблены. Однако бывшие работники фабрики, несмотря на отсутствие финансирования, в меру своих сил пытались сохранить предприятие. В 2013 году республиканским руководством было решено восстановить фабрику, для чего из бюджета было выделено 127 млн рублей.